# Mary Turzillo
Mary A. Turzillo (* 12. Juni 1940) ist eine US-amerikanische Science-Fiction-Schriftstellerin, die in erster Linie für ihre Kurzgeschichten bekannt ist.
Sie gewann 2000 den Nebula Award für ihre Story Mars is No Place for Children, erstmals in Science Fiction Age veröffentlicht, und ihre Geschichte Pride, erstmals in Fast Forward 1 veröffentlicht, war 2007 im Finale der Verleihung.
Eine Zeit lang war sie Professorin für Englisch an der Kent State University. Dort schrieb sie als Mary T. Brizzi eine Menge Bücher, unter anderem Reader's Guide to Anne McCaffrey und Reader's Guide to Philip José Farmer. Sie nahm 1985 am Clarion Workshop teil. Später gründete sie den Cajun Sushi Hamsters Workshop in Cleveland, Ohio.

## Biografie
Turzillo erlangte einen Dr. phil. der Case Western Reserve University in Englisch mit der Arbeit The writer as double agent: essays on the conspiratorial mode in contemporary fiction. In ihrer Zeit als Professorin auf dem Trumbull Campus der Kent State University veröffentlichte sie mehrere Schriften als Science-Fiction Kritikerin.
Im Privatleben ist sie eine wettkampferprobte Fechterin. Sie war 2016 Mitglied der US-amerikanischen Nationalmannschaft und nahm an den Fecht-Weltmeisterschaften in der Disziplin Florett in Stralsund 2016 teil. Sie ist mit ihrem Kollegen Geoffrey A. Landis verheiratet.

## Werk
Obwohl Mary vor dem Clarion Writers Workshop Gedichte und akademische Werke veröffentlicht hatte, erschienen ihre wichtigsten Veröffentlichungen in Science Fiction nach Clarion, so zum Beispiel What Do I See In You und Kings. Im Anschluss erschienen ihre Werke regelmäßig in Science-Fiction-Magazinen wie The Magazine of Fantasy & Science Fiction und Analog Science Fiction and Fact. Ihr erster Roman An Old Fashioned Martian Girl erschien als Fortsetzungsroman 2004 in Analog. Eine überarbeitete Neufassung, Mars Girls, wurde 2017 veröffentlicht. Ihre Kurzgeschichtensammlung Bonsai Babies erschien 2016.

## Dichtkunst
Turzillo ist auch eine Dichterin, die in einer Reihe nationaler Publikationen veröffentlicht hat. Ihre Gedichtsammlung Your Cat & Other Space Aliens wurde 2007 von VanZeno Press veröffentlicht. Eine gemeinsame Gedichtsammlung Dragon Soup (geschrieben mit der Künstlerin und Dichterin Marge Simon) erschien 2008 bei VanZeno und eine weitere Zusammenarbeit mit Simon, The Dragon's Dictionary, wurde 2010 von Sam's Dot veröffentlicht.
Sie gewann einige Ohio Poetry Day Awards. Zweimal gewann sie den Science Fiction Poetry Associations Elgin Award für das beste Buch. Erstmals 2013 mit der Sammlung Lovers and Killers 2015 erneut für Sweet Poison in Zusammenarbeit mit Marge Simon.

## Werke

### Romane
- Turzillo, Mary: nicht auf Deutsch erschienen. (amerikanisches Englisch: An old-fashioned Martian girl. 2004.).[14]
- Turzillo, Mary: nicht auf Deutsch erschienen. (amerikanisches Englisch: Mars girls. 2017.).

### Kurzgeschichten
- Der Schnaal, 1995, The Sleel, 1992
- Crimes against nature, 1994
- The Guatemala cure, 1995
- Mate, 1997
- Chrysoberyl, 1998
- Mars is no place for children, 1999
- By Ben Cruachan, 1999
- An old-fashioned Martian girl - part I of IV, 2004
- An old-fashioned Martian girl - part II of IV, 2004
- An old-fashioned Martian girl - part III of IV, 2004
- An old-fashioned Martian girl - part IV of IV, 2004
- Pride, 2007
- Zora and the Land Ethic Nomads, 2007
- Steak tartare and the cats of Gari Babakin, 2009

### Storysammlungen
- Bonsai Babies, 2016

### Dichtungen
- Your cat & other space aliens, 2007
- Dragon soup, 2008 (mit Marge Simon)
- Lovers & killers, 2012
- If we are alone, 2013
- Sweet Poison, 2014 (mit Marge Simon)
- Product recalls, 2014
- The view from Cruithne, 2014

## Sachbücher
- Reader's Guide to Philip Jose Farmer, 1980 (als  Mary T. Brizzi)
- Reader's Guide to Anne McCaffrey, 1986 (als  Mary T. Brizzi)